# 881
Cette page concerne l'année 881  du calendrier julien. Pour l'année 881 av. J.-C., voir 881 av. J.-C.
L'année 881 est une année commune qui commence un dimanche.

## Événements
- 15 janvier : en Chine, Huang Chao prend Chang'an et se proclame lui-même empereur[1]. La cour Tang s’enfuit vers le Sichuan puis fait appel au chef turc shatuo Li Keyong (en) pour lutter contre Huang Chao.

- 2 février : venus par Thérouanne, les Vikings pillent l'abbaye de Saint-Riquier et remontent la Somme jusqu'à Amiens et Corbie[2].
- 12 février : le carolingien Charles III le Gros est couronné empereur par le pape (fin de règne en 887)[3]. Il rentre en Germanie en avril 882[4].
- 22 février : les Vikings ravagent de nouveau Arras[2].
- 24 février : début du siège d'Al-Mukthara, capitale des Zandj, esclaves noirs révoltés en Irak, par les troupes abbassides du vizir Al-Muwaffaq. La ville tombe en août 883[5]

- 22 mars : les Vikings sont à Saint-Omer puis rentrent à Courtrai avec leur butin[2].

- 28 mai : violent séisme en Andalousie[6].

- Juillet : les Vikings pillent l’abbaye de Corbie, passent la Somme et menacent Beauvais[2].
- 3 août : les Vikings de la Somme sont battus à la bataille de Saucourt-en-Vimeu par Louis III. 8 000 d'entre eux auraient été tués dans cette bataille[4].

- Novembre : après avoir attaqué la Flandre, les Vikings refluent sur Gand puis installent leur camp d’hiver à Esloo, près de Maastricht[7]. Charles le Gros rassemble des forces considérables pour assiéger la ville, mais au moment d’attaquer, il préfère payer un tribut de 2 800 livres d’argent pour que les Danois de Godfred, Sigfred et Vurm (Ormr) quittent la région (juillet 882)[2].

- Consécration du Bakong, premier temple-montagne d’Angkor construit par le roi khmer Indravarman Ier[8].
- Une invasion mercienne du royaume de Gwynedd est mise en déroute par les Gallois d'Anarawd ap Rhodri à la bataille de la Conwy[9].
- Charles le Gros fait construire un palais à Sélestat[10].

- Ermengarde, épouse de Bernard Plantevelue, est mentionnée avec le titre de comtesse par la grâce de Dieu (Dei gratia comitissa)[11].